# Loretska Mati Božja (Caravaggio)
Loretska Mati Božja ali romarska Madona je znana slika (1604–1606) italijanskega baročnega mojstra Caravaggia v kapeli Cavallettijev v cerkvi San Agostino, Rim, v bližini trga Piazza Navona v Rimu. Naslikana je bosonoga Devica in gol otrok dvema kmetoma na romanju; ali kot nekateri pravijo, da je to oživitev ikoničnega kipa Device.
Leta 1603 so dediči markiza Ermeteja Cavallettija, ki je umrl 21. julija 1602, za dekoracijo družinske kapele naročili sliko na temo Loretske Matere Božje. Izvajanje markizove oporoke so Cavalettiji 4. septembra 1603 kupili kapelo v cerkvi San Agostino v Rimu.
Giovanni Baglione, konkurenčni slikar manjšega talenta, ki pa je med sojenjem zaradi obrekovanja uspešno dobil Caravaggiovo zaporno kazen, je dejal, da je razkritje te slike »povzročilo, da so se navadni ljudje nad njo nasmejali« (schiamazzo). Vznemirjenje ni bilo presenetljivo. Devica Marija je, tako kot njeni občudovani romarji, bosa. Vrata ali niše niso vzvišeni kumulusi ali gomila puttov, vidna je delno dotrajana stena iz luskaste opeke. Le najmanjši svetniški sij sveti nad njo in otrokom. Čeprav je lepa, je lahko Devica Marija katera koli ženska, ki izhaja iz nočnih senc. Tako kot mnoge Caravaggiove rimske slike, na primer Spreobrnjenje na poti v Damask ali Klicanje svetega Mateja, je prizor trenutek, ko vsakdanji navaden moški (ali ženska) naleti na božansko, katere videz prav tako ni drugačen od običajnega moškega (ali ženske). Zdi se, da je ženska, ki modelira Marijo, ista kot na platnu v Galeriji Borghese: Madona in otrok s sveto Ano'' (''Dei Palafrenieri'') (1605).
Predlagano je bilo, da je Caravaggiova kompozicija vsaj deloma izpeljana iz podrobnosti gravure iz leta 1574, Poklon Treh kraljev, po Rossu Fiorentinu, ki jo je ustvaril Caravaggiov prijatelj Cherubino Alberti (1553–1615).